# Acanthoproctus diadematus
Acanthoproctus diadematus är en insektsart som först beskrevs av Carl Stål 1858.  Acanthoproctus diadematus ingår i släktet Acanthoproctus och familjen vårtbitare. Inga underarter finns listade i Catalogue of Life.